# Schéma Linati pour Ulysse

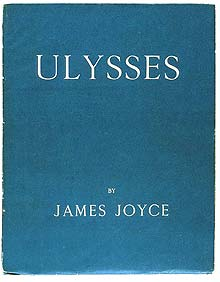
Couverture de la première édition originale du roman Ulysse.

Le schéma Linati pour Ulysse est un texte écrit par le romancier irlandais James Joyce afin d'aider à la compréhension de la structure interne de son livre Ulysse. Ce schéma est conçu comme un « résumé-clé-squelette » du roman.
Il s'agit d'un tableau associant, sous forme de mots-clés, les éléments correspondant à chaque épisode constitutif du livre. Ainsi, pour chaque épisode sont mis en parallèle un titre (épisode de l'Odyssée d'Homère mais n'apparaissant pas explicitement comme tel dans le livre de Joyce), une heure, une couleur, des personnages, une science ou un art, une signification, une technique narrative, un organe humain et des symboles correspondants.
La première version de ce schéma fut envoyée en septembre 1920 par Joyce à son ami Carlo Linati (qui donna son nom à ce schéma) comme guide à usage personnel avant la publication d'Ulysse (en 1922).